# مارک بی ویس
 مارک بی ویس (انگلیسی: Mark B. Wise؛ زاده ۹ نوامبر ۱۹۵۳) یک فیزیک‌دان است.